# 氮氣
氮氣（化學式：N2）是氮的双原子單質分子形态，是地球大氣中所佔比例最高的氣體，摩尔浓度佔78.3%（其次為氧氣的20.99%）。氮气在常温和标准大气压的条件下是气态，在低于−195.79 °C（−320.42 °F；77.36 K）的温度会凝结成液氮，在63.23 K（−209.92 °C；−345.86 °F）则会凝固成固态氮。
因为氮气有着三对共价键的分子结构，其阈能较高，化学键非常稳定，所以反应性很低。一般而言，氮氣在没有高压和催化剂（比如哈伯法使用的铁）的情况下可被视作是一种非活性气体，不可燃亦不可助燃。但对于镁来说，氮气是可以助燃的氧化剂：
{\displaystyle {\ce {3Mg + N2 ->Mg3N2}}}

## 制备
- 工業法：液態空氣分餾，{\displaystyle {\ce {N2}}}沸點低於{\displaystyle {\ce {O2}}}先汽化，但無法得純{\displaystyle {\ce {N2}}}。也可以通过机械方法（例如加压反渗透膜和变压吸附法（英语：Pressure Swing Adsorption））处理氣態空气得到氮气。商品化氮气常常是制作工业用氧气时的副产品。工业氮气被压缩后都用黑色钢瓶装，常被稱为OFN（oxygen-free nitrogen，无氧氮气）。[1]

- 實驗法：

1.氯化銨混合亞硝酸鈉加熱：
{\displaystyle {\ce {NH4Cl + NaNO2 -> N2 + NaCl + 2H2O}}}（純度高）
此反应也会产生少量{\displaystyle {\ce {NO}}}和{\displaystyle {\ce {HNO3}}}，将气体產物通过混有二鉻酸鉀的液态硫酸可以去除。
2.純空氣通過灼熱銅粉或銅絲網去氧：
{\displaystyle {\ce {4N2 + O2 + 2Cu -> 2CuO + 4N2}}}（純度低）
3.氨氣通過灼熱氧化銅：
{\displaystyle {\ce {2NH3 + 3CuO -> 3Cu + 3H2O + N2}}}
- 高纯度的氮气可以通过叠氮化钡或叠氮化钠的热分解反应得到：{\displaystyle {\ce {2NaN3 -> 2Na + 3N2}}}[3]

## 氮氣的用途
廉价又安定的保护气，用于金属炼制及高温合成时的简单保护性氛围（但其稳定性不及氦气及氩气）；高温下用于合成氮化物（如氮化硅陶瓷、氮化硼等）。其化合物亦有用於農業，如氮肥。液態氮有時用於冷卻。此外，氮氣是包装食品的填充氣體，用于保持包装外形避免挤压损坏，同时更重要的，隔绝氧气而使食物不變壞。
氮氣在生命形成的保護中起重要意義，氮氣化學性質穩定，不像其他氣體太活躍容易破壞生物結構，但又在大氣中起到阻擋太空粒子及隕石沖擊作用，而其分子重量，與氧氣相約且比氧氣輕，不會使氧氣被排到太高的空中或太過聚集於地球表面。而且其溫室效應不明顯，不會使地球表面溫度太高。因此給生物提供了一個適合生長和進化的穩定環境。
可以利用氮氣在鐵催化劑存在之下與氫氣反應，生成氨。這叫做哈柏法。
{\displaystyle {\ce {N2 +3H2 <=>2NH3}}}
氨可以用於肥料和其他化合物的合成。